# Vichten
Vichten är en kommun och en liten stad i centrala Luxemburg. Den ligger i kantonen Canton de Redange och distriktet Diekirch, i den centrala delen av landet, 23 kilometer norr om huvudstaden Luxemburg. Antalet invånare är 1 038. Arean är 12,3 kvadratkilometer. Vichten gränsar till Préizerdaul, Useldange, Grosbous, Mertzig, Bissen och Boevange-sur-Attert.
Terrängen i Vichten är huvudsakligen platt.

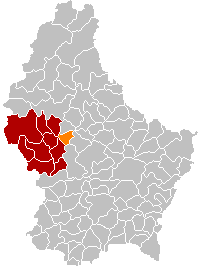
Vichten markerad med orange i karta över Luxemburg

I omgivningarna runt Vichten växer i huvudsak blandskog. Runt Vichten är det ganska tätbefolkat, med 116 invånare per kvadratkilometer.